# Roberto Cerri
Roberto Cerri (ur. 8 marca 1961) – włoski lekkoatleta specjalizujący się w skoku wzwyż.
Największy sukces w karierze odniósł w 1979 r. podczas rozegranych w Bydgoszczy mistrzostw Europy juniorów, zdobywając srebrny medal.
Rekord życiowy: 2,24 – Bydgoszcz 17/08/1979